# Тодд Сімон
Тодд Сімон (англ. Todd Simon, нар. 21 квітня 1972, Торонто) — канадський хокеїст, що грав на позиції центрального нападника.

## Ігрова кар'єра
Хокейну кар'єру розпочав у 1989 році виступами за команду «Ніагара-Фоллс Тандер» (ОХЛ).
1992 року був обраний на драфті НХЛ під 203-м загальним номером командою «Баффало Сейбрс». 
Протягом професійної клубної ігрової кар'єри, що тривала 19 років захищав кольори команд «Баффало Сейбрс», «Москітос Ессен», «Ганновер Скорпіонс», «Грізлі Адамс Вольфсбург» та «Мілан Вайперз».
Загалом провів 20 матчів у НХЛ, включаючи 5 ігор плей-оф Кубка Стенлі.

## Нагороди та досягнення
- Трофей Реда Тілсона (ОХЛ) — 1992.

## Статистика ДХЛ
|                  | Сезони | І   | Г  | П   | О   | ШХ  |
| ---------------- | ------ | --- | -- | --- | --- | --- |
| Регулярний сезон | 4      | 207 | 58 | 119 | 177 | 274 |
| Плей-оф          | 1      | 7   | 1  | 2   | 3   | 8   |